# Stereochilus ringens
Stereochilus ringens är en orkidéart som först beskrevs av Heinrich Gustav Reichenbach, och fick sitt nu gällande namn av Leslie Andrew Garay. Stereochilus ringens ingår i släktet Stereochilus och familjen orkidéer. Inga underarter finns listade i Catalogue of Life.